# Trichocolletes latifrons
Trichocolletes latifrons is een vliesvleugelig insect uit de familie Colletidae. De wetenschappelijke naam van de soort is voor het eerst geldig gepubliceerd in 1914 door Cockerell.
De bij wordt 12-13 millimeter lang. De soort komt voor langs de kust van noordelijk New South Wales en zuidelijk Queensland, Australië.